# Paupaterres
El Paupaterres és un festival musical que se celebra a Tàrrega des de l'any 1998 el segon o tercer cap de setmana de juliol. La programació musical combina sons tradicionals i nous corrents de fusió, a més de propostes per al públic familiar. A banda de la música, el festival ofereix altres propostes com el PaupaKids, amb tallers i activitats infantils, la zona gastronòmica amb furgoteques i parades d'artesania, entre d'altres.
El festival està organitzat per l'Associació Paupaterres, en col·laboració amb l'Ajuntament de Tàrrega.

## Història[3]

### Inicis (1998-2006)
L'any 1998 la Taverna del Rivendel de Tàrrega engegà una nova iniciativa, fins aleshores inèdita a la província de Lleida, sota el nom d'Ondara Folk. Es tractava d'un festival de ritmes ètnics, l'objectiu del qual seria donar a conèixer estils de música populars I tradicionals, programant concerts de grups professionals d'arreu del món I alhora deixant un escenari off perquè qualsevol grup pogués mostrar el seu treball. A més, el festival organitzaria tota una sèrie d'activitats multiculturals relacionades amb el món de la música i la cultura en tots els seus àmbits: mercadet ètnic, sopar multicultural els dos dies de festival I un cabaret de circ.
Amb Edu del Valle al capdavant de l'organització, la primera edició del festival de músiques del món de la capital de l'Urgell va celebrar-se durant la Festa Major de maig de Tàrrega. L'any següent, el 1999, el certamen es va coorganitzar per primera vegada amb l'Ajuntament de Tàrrega i va canviar de dates, passant a celebrar-se al mes de juliol i amb una entrada de 1500 pessetes.
Amb el pas dels anys, el festival va anar creixent. El Centre Cultural de Tàrrega s’afegia a l'organització i l'obria a la ciutat, oferint tallers, cercaviles i actuacions de grups tradicionals per als nens i nenes. Propostes musicals poc habituals a les terres de Lleida i grups amb una sonoritat vinculada a l'evolució de la música tradicional omplen Tàrrega, i l'afluència de públic cada cop és més gran. El Paupaterres s’impregnava de la cultura mediterrània que tant ens caracteritza. Aquest esperit on el carrer es converteix en punt de trobada d'amics, melòmans I famílies influeix en la manera d'entendre el festival. A partir de l'any 2001, el festival tingué una durada de dos dies i es realitzà a l'aire lliure, amb entrada gratuïta. L'any 2003 l'afluència de públic gairebé es va doblar: més de 4000 persones convertien el Paupaterres en un dels aparadors musicals de les conegudes músiques del món.
Any rere any, el Paupaterres suposava grans descobertes per a molts. En una terra acostumada a formacions de pop i rock, el món de la música tradicional obria nous horitzons, aprofundint a valorar la música des de diferents vessants molt enriquidores. La col·laboració amb associacions d'immigrants de Tàrrega va introduir el concepte “multicultural” al sopar a la fresca. Compartir espai, cançons, menjar i beure de diferents països va convertir el certamen en un autèntic món de sabors i textures. Sucs de tamarindo i gingebre, kebabs, falafels... ampliaven i contextualitzaven una realitat social que cada vegada s’imposava més: érem ciutadans de tot el món i no solament d'una petita ciutat al centre de Catalunya.

### Creixement (2007-2014)
La desena edició va suposar la consolidació del Paupaterres. Per primera vegada el festival es va celebrar a les noves instal·lacions del Càmping Municipal i expressions com “avui és un dia Paupa” “aquest és un grup Paupaterres” o “això és un sopar Paupaterres” començaven a ser emprades per l'organització per fer entendre al públic que no es tractava solament d'un Festival, sinó de tota una manera d'entendre la cultura i la música. Servei d'acampada, millora de serveis, ampliació del nombre de parades dels sopars a la fresca i mercadet d'artesania… Cal mencionar que el festival va acollir durant algunes edicions els concerts preliminars del Sona9, destacant el de Manel l'any 2007, essent aquest el primer concert de la seva trajectòria.
Des de la nova realitat social i els fluxos migratoris de mitjan del segle xxi resulta que el públic estigui més avesat i conegui la majoria d'estils, instruments i formacions que proposa al festival. El 2009, per primera vegada, hi va haver una davallada d'assistents: la tendència i interessos del públic estava canviant. Per contra, la programació del Paupaterres s’amplià a una nova localitat, Sant Joan de les Abadesses, oferint la primera edició del “Paupaterres als Pirineus” el dissabte 4 de juliol de 2009, uns dies previs a l'edició ponentina.
L'any 2010 es tornà a connectar amb el públic. Es presenten els nous treballs discogràfics de La Troba Kung-Fú i Qui hi ha?, es lliura el primer premi de “Músiques de Joguina” al grup Els Amics de les Arts pel seu treball “Bed & Breakfast” i s'ofereix un espectacular i original concurs de garrotins amb Carles Belda i el Conjunt Badabadoc, a banda de ser la primera edició en la qual actuà La Terrasseta de Preixens, formació targarina amb el record de ser el grup que més cop ha actuat al festival. Les formacions musicals de Catalunya s’imposaven en un cartell on la música d'arrel anava quedant en segon terme. En aquella edició el Càmping Municipal es va quedar petit per acollir el nombrós públic i va situar el Paupaterres com a referent dels festivals musicals d'estiu a Ponent.

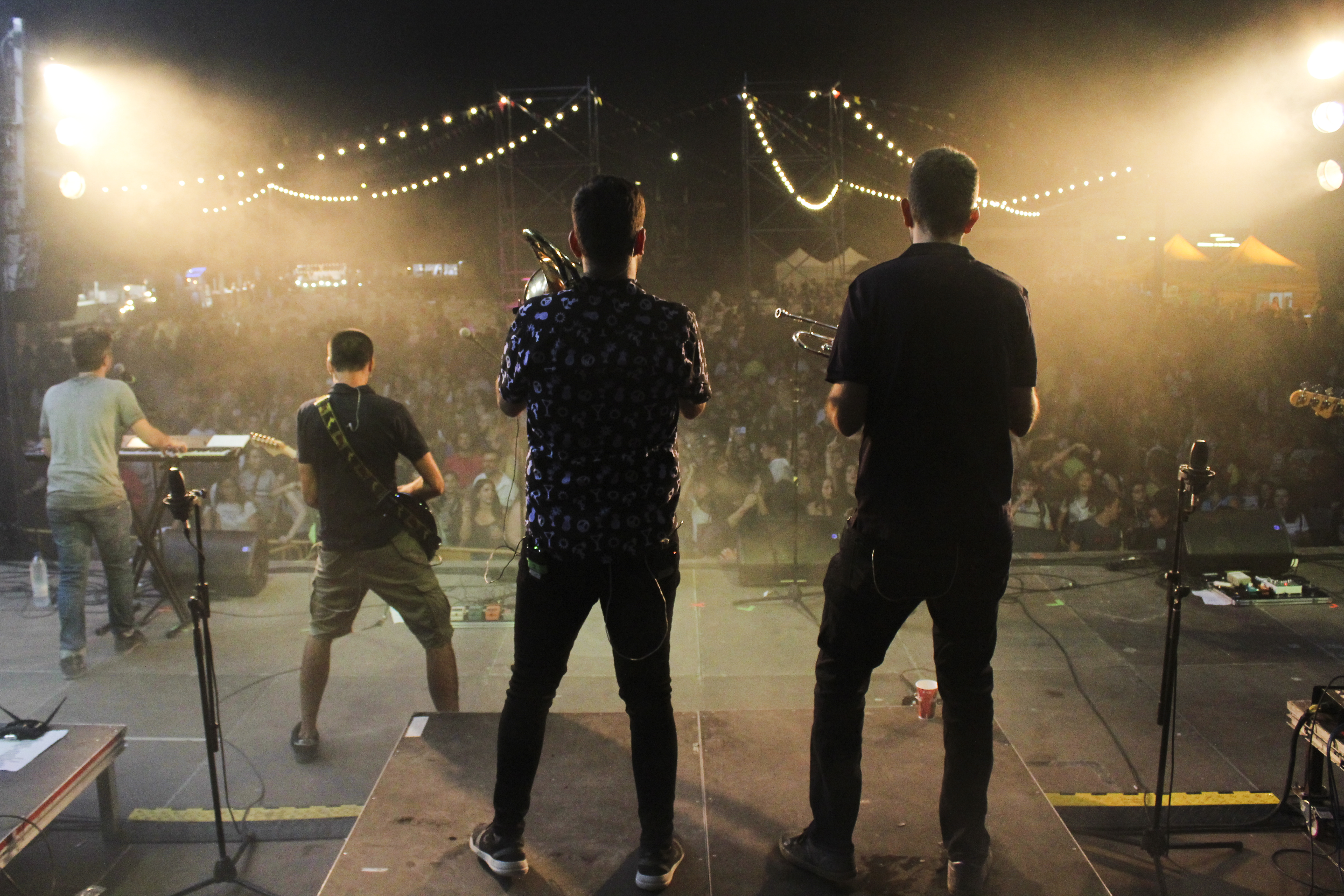
La Terrasseta de Preixens, grup que més cops ha actuat al festival Paupaterres

Amb l'arribada de la crisi econòmica, els ajuts públics es van veure reduïts un 75%, deixant el Paupaterres en una situació molt difícil. La bona predisposició de les formacions actuants, diferents convenis, així com la col·laboració de la premsa, empreses de servei i voluntaris van tirar endavant un festival que comptà, l'any 2011, amb la presència de l'artista de Jérez Tomasito i del soul de Soweto. Al 2012 el cartell va haver de deixa de banda els noms internacionals i hi va haver una aposta per grups del nostre país, com Els Catarres, Anna Roig i l'ombre de Ton Chien, Zulu 9.30 o La Terrasseta de Preixens. El canvi d'estil agradà al públic, que també engreixà el Càmping Municipal omplint-lo els dos dies. La unió en la programació d'una banda consolidada internacional, New York Ska Jazz Ensemble, junt amb un grup del nou pop-folk, Blaumut i un grup consolidat del mestissatge, Bongo Botrako, esdevé tot un record d'assistència l'any 2013.
El Paupaterres va arribar al 2014 com un veritable aparador del moment musical actual a Catalunya. Tot i que no el defineix cap estil musical en concret, el festival fa una aposta pel pop-folk català en la programació amb La iaia o El Petit de Cal Eril i continua amb la voluntat que el públic descobreixi sons d'altres indrets apostant per formacions com Vendetta, entre d'altres. Com a canvi significatiu, es torna a fer pagar entrada per accedir als concerts. Tot i això, per mantenir l'esperit de punt de trobada al carrer, es manté la gratuïtat del festival a tots els assistents abans de les 23 h.

### Consolidació (2015 - actualitat)
L'any 2015 neix el PaupaKids: activitats amb tallers, actuacions i animació pels petits de la casa que afavoreix l'assistència de públic familiar a la primera hora del festival, deixant pas a directes d'artistes com Els Amics de les Arts o Zoo, en un cartell focalitzat en la música basca comptant com a màxims exponents amb Kepa Junkera i Esne Beltza. Com un bon aparador musical l'edició del 2016 va constar d'una programació per a tots els gustos. Des de l'animació infantil amb el PaupaKids fins a directes d'artistes llegendaris com The Skatalites o Blaumut.

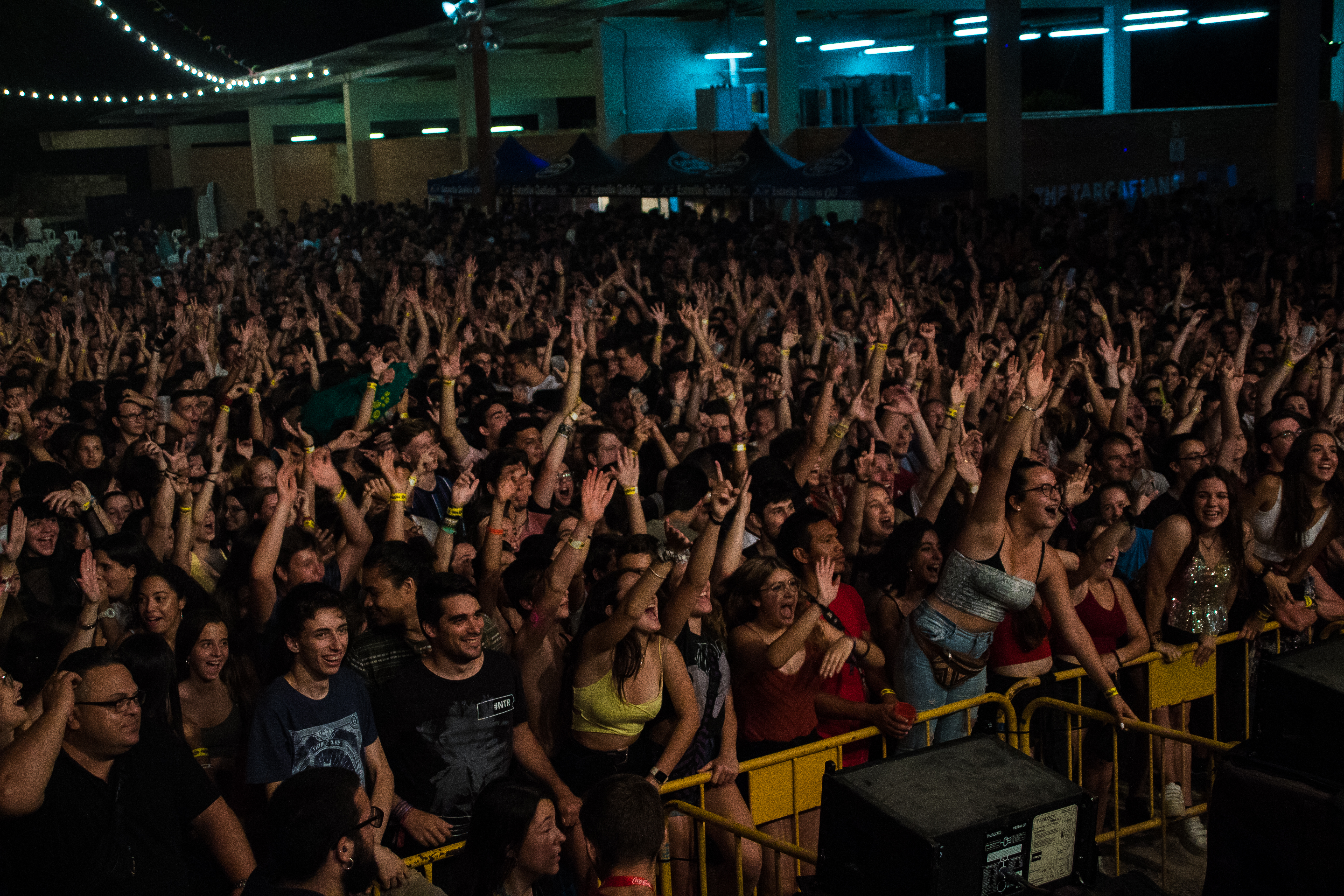
Paupaterres durant una actuació d'Oques Grasses

El 2017 l'Associació Paupaterres augmenta el nombre de socis, millora la comunicació amb un conveni amb el Grup Enderrock i per primera vegada es compta amb un patrocinador oficial al festival. Tot plegat és deu al 20è aniversari del festival, amb una edició que vol apropar al públic més concerts que mai i amb propostes per a tothom. La programació augmenta amb tallers i concerts els dies previs al festival als carrers de Tàrrega amb grups novells com Fa1na o El Sobrino del Diablo. La programació de la 20a edició la van completar Els Amics de les Arts, Gertrudis, Tomeu Penya i molts més.
Per al 2018, el Paupaterres es proposa arribar al públic més jove i per això aposta per grups com Buhos, Sense Sal o Lágrimas de Sangre, però sense perdre el compromís amb els sons tradicionals. En aquesta edició, els targarins La Terrasseta de Preixens van oferir un concert especial per celebrar els seus 10 anys de trajectòria. L'edició del 2019 esdevé la més multitudinaria del festival fins al moment, esgotant tot la capacitat durant l'actuació d'Oques Grasses el divendres. Respecte al PaupaKids, el 2019 es reformula mantenint els diferents tallers que conflueixen en l'actuació final d'El Pot Petit. L'23a edició de 2020 va ser anul·lada i ajornada a 2021 per causa de la pandèmia del coronavirus.

## Associació Paupaterres
L'any 1998 sorgia de la mà d'una colla d'amics la iniciativa del festival Paupaterres per tal de reactivar l'estancada activitat cultural i musical targarina. Vint-i-dos anys més tard, l'Associació Paupaterres continua treballant per fer créixer el festival any rere any i edició rere edició. L'Associació Paupaterres és una entitat sense ànim de lucre, que té com a objectiu principal organitzar el Festival Paupaterres en estreta col·laboració amb el consistori de Tàrrega.